# 永松文彦
永松 文彦（ながまつ ふみひこ、1957年1月3日 - ）は、日本の実業家。ニッセンホールディングス代表取締役副社長兼シャディ取締役会長等を経て、2019年4月からセブン-イレブン・ジャパン代表取締役社長、2020年から日本フランチャイズチェーン協会副会長を務めた。

## 人物・経歴
東京都出身。1980年東京経済大学経済学部卒業、同年セブン-イレブン・ジャパン入社。長く人事を担当した。2000年オペレーション本部ゾーンマネジャー。2004年執行役員業務本部長代行。2005年執行役員業務本部長。2012年執行役員オペレーション本部ゾーンマネジャー。2014年執行役員企画室付、ニッセンホールディングス代表取締役副社長兼ニッセン代表取締役副社長。
2015年セブン&アイ・ホールディングス執行役員社長付、シャディ取締役会長。2017年セブン＆アイ・ホールディングス執行役員人事企画部シニアオフィサー、セブン-イレブン・ジャパン執行役員。2018年セブン＆アイ・ホールディングス取締役執行役員人事企画本部長に昇格し、セブン-イレブン・ジャパン取締役人事本部管掌、セブン&アイ・フードシステムズ取締役を兼務。2019年セブン-イレブン・ジャパン取締役執行役員副社長営業本部長兼オペレーション本部長、決済・アプリ利用促進プロジェクトリーダ。
同年からセブン-イレブン・ジャパン代表取締役社長を務め、フランチャイズチェーン加盟店からの24時間営業の見直し要求への対応などを行った。2020年日本フランチャイズチェーン協会副会長。2023年セブン＆アイ・ホールディングス取締役専務執行役員国内CVS事業統括。2025年セブン-イレブン・ジャパン取締役会長。

## 「上げ底」疑惑について
ここ数年、セブンイレブンが容器の形状を工夫するなど、あの手この手で見た目のボリュームを維持しながら食材の使用量を削減しているのではないか、という批判がある（いわゆる「上げ底」疑惑）。

この疑惑につき2024年10月、週刊文春が永松社長を直撃したところ、
| 「 | 本当にそうなってました？ 上げ底になってましたか？ 他と比べて本当にセブン-イレブンが上げ底になっているのかって言うのをご覧になりましたか？ なってませんでしょう？（笑） | 」 |

と話し、セブンイレブンの商品は「上げ底ではない」と主張した。また、容器に傾斜がついている理由を尋ねられると、
| 「 | 電子レンジで温めたりするアレがありますから。多少は（傾斜が）ないとダメなんですよ。じゃあ、スーパーとか他のところ見てご覧なさいよ。どっちが上げ底かと。あれはルールで、何パーセントって決まってるんですよ。 | 」 |

と、容器の形状はあくまで社内ルールによって決められたものであり、重ねて上げ底ではないと主張した。

SNSで定期的に話題になっていることについては、
| 「 | いや、本当に比べてみてどうかっていう（笑）。実際比べて見てどうだったか | 」 |

| 「 | ネットに投稿する方は、本当に事実をもって投稿してほしいですね | 」 |

と、実物を手元において比較した上で、事実に基づいた投稿を求めた。

この対応につき、ネットメディア研究家の城戸譲が東洋経済に寄せた記事によれば、筆者の専門分野である「ネット炎上」の観点から、永松の対応を「あらゆる点からマズい」と評し、その理由として、すでに10年以上前から発生した疑惑に対して見解を出すのが遅すぎたこと、笑いながら話しているような印象を週刊文春の記者に与えてしまったことを含め、永松のどこか質問者を軽んじているように聞こえかねない受け答えを挙げ、個別の疑惑について具体的な説明なきまま、一方的かつ総合的に「事実ではない」と断じて、ネットユーザーのモラル低下に着地させてしまうことは非常に危険だと指摘した上で、「その悪印象を払拭するほどのインパクトを持つ新商品」を開発することにより、イメージ向上を図るべきと結んだ。

## テレビ番組
- 日経スペシャル カンブリア宮殿 テレ東経済WEEK 第1弾 王者セブン-イレブン 次なる闘い方（2023年12月7日、テレビ東京）- セブン-イレブン・ジャパン 社長として出演[17]。